# Monhystera subrustica
Monhystera subrustica is een rondwormensoort uit de familie van de Monhysteridae. De wetenschappelijke naam van de soort is voor het eerst geldig gepubliceerd in 1906 door Cobb.